# 河西街道 (衡水市)
河西街道，是中华人民共和国河北省衡水市桃城区下辖的一个乡镇级行政单位。

## 行政区划
河西街道下辖以下地区：
游园社区、萃景社区、中心街社区、享园社区、滏兴社区、河西街社区、南菜园社区、杨树社区、广场社区、站前社区、滏阳社区和牛家佐社区。